# De vuelta al barrio (serie de televisión)
De vuelta al barrio (abreviada DVAB) fue una serie de televisión peruana creada y producida por Efraín Aguilar y Gigio Aranda para la cadena América Televisión, la cual se estrenó el 8 de mayo de 2017 y finalizó el 17 de diciembre de 2021. Inicialmente, la serie sigue la historia narrada de la vida amorosa de los personajes del ficticio Barrio San José y como era el estilo de vida en la capital Lima de los años setenta. Sin embargo, en la cuarta temporada, la historia de la serie se desarrolla en los años 2020-21, esto debido a las restricciones y medidas adoptadas para evitar los contagios por COVID-19.
Está protagonizada por Paul Martin, Mónica Sánchez y Melania Urbina, a su vez está coprotagonizada por Samuel Sunderland y Merly Morello, y antagonizada por Teddy Guzmán, Diego Bertie, Cécica Bernasconi, Tatiana Astengo y Danna Ben Haim.

## Sinopsis
Ambientada en la década de 1970. Esta es la historia de Malena Ugarte y de Pichón Bravo, una historia de amor que no tuvo final cuando ella decidió plantarlo en el altar hace muchos años atrás. Veinticinco años después, Pichón es un padre de familia que acaba de enviudarse, quien siempre ve la forma de sacar adelante a sus hijos; mientras que Malena, quien luego de que su padre Don Maximiliano falleciera, regresa al barrio de su infancia con sus cuatro hijos. Durante su juventud ambos viven un romance y llegan al altar, pero Malena decide abandonar a Pichón por engaños de su padre quien no estaba de acuerdo con la boda de ambos momentos antes de casarse. En el Barrio San José ambos vuelven a encontrarse y su romance renace, sin embargo su amor tendrá que superar varios obstáculos como sus respectivas familias, sus nuevos amores y sus enemigos.

## Argumento

### Temporada 1 (2017)
En la capital Lima ambientada en 1977, está ubicado el Barrio San José en donde reside Pichón Bravo (Paul Martin), hijo de Don Benigno Bravo (Adolfo Chuiman), un hombre muy amable pero adicto a las apuestas de carrera de caballos y de Doña Consuelo Torrejón (Yvonne Frayssinet), una mujer igual de amable y noble pero con aires de grandeza y hartas ganas de salir adelante. Cristina Bravo (Claudia Berninzon) es la hermana de Pichón quien es una mujer alegre y soñadora, que vive enamorada del cubano Tony Cruz (Orlando Fundichely). Tras la muerte de su esposa Patty Gutiérrez (Milene Vázquez), Pichón se queda viudo por lo que comienza a buscar la mejor forma de sacar a sus cuatro hijos adelante: la mayor Sofía Bravo (Luciana Blomberg), las gemelas Sara Bravo (Sirena Ortiz) y Estela Bravo (Raysa Ortiz) y el menor Pedrito Bravo (Samuel Sunderland), y también comienza a tener recuerdos de 25 años atrás cuando de joven se enamoró de su bella vecina llamada Malena Ugarte (Mónica Sánchez) con la que se pensó casar teniendo una bonita historia de amor que terminó cuando en el día de la boda Malena lo dejó plantado en el altar por engaños de su padre Don Maximiliano Ugarte (Gustavo Mac Lennan) quien detestaba y rechazaba la idea de tener a Pichón como su yerno. En el Barrio San José se muestra que también residen: la profesora Anita Salas (Melania Urbina) y su hija Lily Guerra (Merly Morello), el interés amoroso de Pedrito; Doña Amanda Mendoza (Teddy Guzmán), la madre de Coco Gutiérrez (Lucho Cáceres) un hombre trabajador y el mejor amigo de Pichón, de Pancho Gutiérrez (Sebastián Rubio) un hombre holgazan pero de buenos sentimientos, y de la fallecida Patty, la noble esposa de Pichón; Felicitas Condori (Nidia Bermejo), la empleada de Doña Amanda quien vive enamorada de Pancho; Oliverio Mayta (Erick Elera), un noble y honesto muchacho llegado de provincia que rápidamente se enamora de Felicitas; y Luis Felipe Sandoval (Diego Bertie), un empresario millonario malvado y corrupto quien además es el jefe de Pichón y Coco. Doña Amanda culpa a Pichón por la muerte de su hija Patty y demuestra tener un gran resentimiento hacia la familia Bravo debido a que en el pasado ella era la enamorada de Benigno pero sin embargo este se termina enamorando de Consuelo con quien se casa y forma una familia, por lo que Doña Amanda se esmera en hacerles la vida imposible y además se revela que guarda un terrible y oscuro secreto. Dentro del barrio, en la mansión Ugarte reside Don Maximiliano acompañado de su sirvienta llamada Mamá Rosa (Ana María Jordán) hasta que esta decide irse de la mansión por lo que Don Maximiliano se queda solo y después sufre un accidente al caerse por las escaleras, siendo en el hospital visitado por Doña Consuelo quien le pide el número de Malena para convencerla de que regrese al barrio para firmar la autorización de su operación. En otra parte de Lima, se presenta a los hermanos Dante Ganoza (Sergio Gjurinovic) un periodista justo y honrado y Álex Ganoza (Fernando Luque), un chico coqueto y galán que se enamora de Sofía, ambos revelados como hijos de Malena. Doña Consuelo llama a Malena para pedirle que regrese al barrio por su padre a lo que Malena quien se encuentra en Trujillo con sus otros dos hijos: Beto Ganoza (Santiago Suárez) y Julio Ganoza (Emilio Noguerol), acepta y decide regresar con ellos al Barrio San José para reencontrarse con su familia. Sin embargo, a su llegada al barrio, se reencuentra con Pichón causando que su vida se ponga complicada cuando comienzan a florecer los recuerdos del pasado. 
A lo largo de la temporada, Pichón y Malena vuelven a estar juntos y luchan por recuperar el tiempo perdido. Álex, Beto y Julio se emparejan respectivamente con Sofía, Estela y Sara, mientras que Dante se muestra enamorado de la profesora Anita. Paralelamente, se explora los oscuros secretos de Mamá Rosa sobre los orígenes de Malena y el secreto de Doña Amanda el cual se revela más adelante consistiendo en que Pancho realmente es el hijo biológico de Benigno, fruto de una noche de pasión entre Amanda y Benigno cuando él estaba casado con Consuelo, por lo que tras revelarse la verdad, Benigno se sorprende debido a que nunca lo supo y trata de comenzar a actuar como una figura paterna para Pancho, y Consuelo estalla de ira y frustración distanciándose temporalmente de Benigno. 
En el final de la temporada, Malena y Pichón celebran su boda, sin embargo, Pichón termina siendo arrestado por la policía debido a que Oliverio lo acusa de haberle estafado y robado todo su dinero, cosa que realmente cometió Luis Felipe.

### Temporada 2 (2018)
En el Barrio San José, Pichón en el día de su boda es llevado por la policía siendo detenido y trasladado a la comisaría para luego ser encerrado en la cárcel temporalmente junto a Coco. Además, Luis Felipe y su pareja Mercedes Mujica (Cécica Bernasconi) sobreviven de milagro al accidente aéreo que sufrieron mientras escapaban del país con el dinero de Oliverio. 
A lo largo de la temporada ambientada en 1978, Malena se entera de que tiene una hermana por lo que inicia sus averiguaciones para encontrarla. Esta aparentemente resulta ser Fanny Chuquisengo (Maricielo Effio) quien se termina mudando al barrio y se convierte en la pareja de Coco con quien inicialmente se lleva mal. Fanny trabaja como empleada en la casa de Doña Amanda y también en la casa de Malena de quien se hace muy amiga llegando a revelarle que hace muchísimos años perdió a su hijo y que desde entonces no ha parado de buscarlo, sin embargo, lo que Fanny no se imagina es que realmente ya lo ha encontrado debido a que el hijo que perdió es Beto, quien fue adoptado de niño por Malena. Por otra parte, Luis Felipe se enamora de Cristina iniciando una relación amorosa con ella poco tiempo después. Posteriormente, Malena se entera de la verdad por lo que reconoce a Fanny como su hermana acogiéndola en su casa como una integrante más de su familia. 
En el final de la temporada, Fanny reflexiona sobre lo feliz que se encuentra tras haber descubierto que Malena es su hermana afirmándose a sí misma que lo único que le falta para completar su felicidad es encontrar a su hijo. Sin embargo, Fina Vargas (Mabel Duclós), la tía de Fanny, descarta que ella sea hermana de Malena debido a que ella sabe todo sobre su sobrina porque la cuidó y crío desde niña. Luis Felipe y Cristina al fin logran casarse y se retiran rumbo a su luna de miel, pero son interceptados por Mercedes, la exesposa de Luis Felipe, quien les apunta con una pistola de la cual se escucha salir varios disparos con Mercedes escapando del lugar dejando tirados en el piso a Luis Felipe y Cristina. Álex intenta reconquistar a Sofía pero tras ser rechazado por ella decide irse del barrio en busca de nuevos horizontes yéndose en su motocicleta junto a Flor Margarita Mondragón (Carolina Cano), la mejor amiga de Sofía y la exenamorada de Dante. Lily se da cuenta de los sentimientos que Pedrito tiene por ella y también se da cuenta de que ella está enamorada de él, por lo que le declara su amor y ambos finalmente se dan su primer beso. Por último, tras la celebración por la Nochebuena, Malena encuentra en su habitación a una mujer misteriosa española llamada Elvira Ugarte (Tatiana Astengo), quien menciona haber venido para reclamar lo que es suyo por derecho aludiendo ser su verdadera hermana.

### Temporada 3 (2019)
En el Barrio San José, se puede ver como Pedrito y Lily finalmente inician una relación amorosa. Sofía se lamenta por la ausencia de Álex. Se revela que Mercedes realmente no les disparó a Luis Felipe y Cristina y que solo los asustó con disparos al aire (fuegos artificiales) como su regalo de bodas. Mientras que Malena se enfrenta a Elvira y se entristece tras descubrir que Fanny realmente no es su hermana. 
A lo largo de la temporada ambientada en 1979, Pichón termina su relación con Malena y posteriormente se enamora de Anita comprometiéndose con ella. Felicitas contrae una enfermedad terminal lo que solo le cuenta a Consuelo. En el día de la boda de Oliverio y Felicitas, ella lo deja plantado en el altar para tratar su enfermedad lo que deja a Oliverio entristecido y decepcionado. Posteriormente, Oliverio intentando superar a Felicitas inicia una relación con Tristana Machuca (Gina Yangali), la nueva empleada de Doña Amanda. Tiempo después, Pedrito y Lily terminan con su romance. Sin embargo, Pedrito no se da por vencido y se propone a sí mismo reconquistarla pero se queda decepcionado tras ver a Lily besándose con Percy Flores (Franco Pennano). Más adelante, en medio del aniversario de matrimonio de Benigno y Consuelo aparece Rodolfo Rojas (Juan Francisco Escobar) quien interrumpe la celebración alegando ser un hijo no reconocido de Benigno lo que genera que Consuelo sufra una fuerte descompensación siendo rápidamente internada en el hospital. Pero todo termina tratándose de una farsa la cual es descubierta por Oliverio y Tristana quienes obligan a Rodolfo a decir la verdad. Cuando Consuelo se recupera, Oliverio y Tristana exponen a Rodolfo y es ahí cuando todos descubren que este había sido contratado por Doña Amanda para hacerse pasar como hijo de Benigno, todo como parte de su plan de venganza para destruir la relación de Benigno y Consuelo permanentemente, pero al final tras verse descubierta Doña Amanda termina siendo repudiada por todo el barrio mientras Rodolfo se va del barrio para siempre y para nunca más volver. En Lima a finales del año 2019, se muestra a Peter McKay (Adolfo Chuiman) y Francesca Maldini (Yvonne Frayssinet) en su auto estancados en el tráfico limeño, con Peter contándole a Francesca sobre su paso accidentado por el Barrio San José como Rodolfo Rojas, luego Francesca es interrumpida por una llamada de Joel Gonzales (Erick Elera) quien le menciona que a la familia se le ha antojado comer pollo a la brasa, Francesca inicialmente lo ignora pero luego recapacita y le dice a Peter que antes de ir a la casa irán a comprar el pollo a la brasa.
En el final de la temporada, Malena intenta reconquistar a Pichón entregándole una carta y haciéndole recordar todos sus momentos juntos, pero Pichón la rechaza y elige quedarse con Anita. Coco sufre un accidente tras estar expuesto al peligro debido a que el lugar en donde se encontraba se termina incendiando. Pedrito decepcionado por los desplantes de Lily, pasea por el parque y se encuentra con una misteriosa chica con la cual queda deslumbrado. Por último, Dante y Sofía aclarando y reafirmando sus sentimientos se besan pero son sorprendidos por el regreso de Álex. De vuelta a 2019, Francesca sigue en su auto atrapada en el tráfico con Peter, a quien le pregunta por el destino de algunos vecinos del Barrio San José interesándose con saber qué pasó con Coco tras el incendio, qué pasó con Dante y Sofía tras el regreso de Álex y qué pasó con Pedrito y la chica que conoció en el parque, sin embargo, Peter evade las preguntas prometiéndole a Francesca contárselo todo en otra ocasión.

### Temporada 4 (2020-2021)
En el Barrio San José, Pedrito queda ilusionado tras conocer en el parque a una misteriosa chica que resulta ser Michelle Flores (Adriana Campos-Salazar). Dante y Sofía se muestran aturdidos con el regreso de Álex. Coco tras el incendio pierde la memoria por completo sin recordar ni siquiera estar casado con Fanny. Oliverio tras descubrir la verdad sobre Felicitas por parte de Consuelo decide abandonar a Tristana para encontrarse con su verdadero amor quien es Felicitas. Tras el abandono de Elvira, Charly Flores (Rodrigo Sánchez Patiño) conoce a Susana Chafloque (Magdyel Ugaz) de quien se enamora a primera vista. Pedrito se acerca más a Michelle pero queda decepcionado tras verla con Percy, sin embargo se calma cuando descubre que Michelle y Percy solo son hermanos. Doña Amanda abandona el barrio y después Consuelo y Benigno también deciden abandonar el barrio. Susana llega al barrio y comienza a trabajar en la antigua bodega de Oliverio, haciéndose además amiga de Cristina, Anita y Pepa Bravo (Mónica Torres). Malena decepcionada por el rechazo de Pichón y con un conflicto que resolver se va del barrio junto a su madre Mamá Rosa, sin embargo, deja a Álex, Beto, Dante y Julio Ganoza (Vasco Rodríguez) a cargo de Fanny. A vísperas del año nuevo los vecinos del Barrio San José se reúnen para recibir el año 1980 entre alegrías, abrazos, fuegos artificiales y recuerdos de todos sus mejores momentos vividos. Después de haber recibido el año nuevo la voz narradora de la versión adulta de Pedrito menciona que hasta ahí es su historia tal y como lo recuerda a menos que la cuente de otra manera. Seguidamente, el escenario cambia de época al 2019 con todos los vecinos felices preparándose para recibir el año 2020 y con Pedrito deseando que el 2020 lo sorprenda. Los vecinos del Barrio San José sufren temporalmente por la llegada de la pandemia del COVID-19 lo que los obliga a usar mascarillas y permanecer en cuarentena. 
A lo largo de la temporada, llega Edmundo Ganoza (Paul Vega), el exesposo de Malena y padre de los hermanos Ganoza, quien se revela como bisexual descubriéndose además que realmente no estaba muerto como todos creían. Dante y Sofía terminan con su relación. Sofía regresa con Álex y posteriormente ambos se van juntos a recorrer el mundo. Mientras que Dante conoce a Elisa Cárcamo (Elisa Tenaud), una chica humilde la cual se gana la vida lavando autos y quien siempre para sucia y desarreglada, pero pese a ello Dante se enamora de ella y le ofrece brindarle clases para mejorar su educación. A su vez, Pedrito hace las paces con Percy y logra iniciar una relación con Michelle, sin embargo, se ve constantemente confundido debido a Alicia Zapata (Daniela Olaya), su mejor amiga y compañera de colegio quien está enamorada de él. Pedrito no sospecha de los sentimientos de Alicia lo que deja triste y deprimida en varias ocasiones a Alicia, pero aún así ella lo ayuda con Michelle las veces en las que ambos se pelean o distancian. Pichón y Anita deciden casarse, pero en el día de la boda, Anita abandona en el altar a Pichón debido a que Pichón duda en darle el sí cuando observa confundido a Malena, quien regresa al barrio justo en ese momento. Anita y Pichón terminan con su romance y cada uno decide rehacer su vida: Pichón se esmera en regresar con Malena pero se le hace difícil debido al temperamento fuerte de esta, mientras que Anita se termina enamorando de Pepo Bravo (César Ritter), el hermano de Pepa y primo de Pichón llegado a Lima desde Monsefu. Dante inicia una relación con Elisa, pero todo se complica cuando se descubre que Elisa realmente es hija biológica de Luis Felipe, el principal enemigo de Dante. Luis Felipe y Cristina acogen a Elisa en su casa en donde mejoran su apariencia y le brindan comodidades. Posteriormente, el barrio se remece y alborota con la llegada de Melody Treviño (Vanessa Jerí), la mejor amiga de Pepa y antiguo interés amoroso de Pepo, lo que pone muy insegura a Anita. Oliverio regresa al barrio en donde comienza a trabajar junto a Susana, mostrándose además entristecido y sensible cuando le hablan de Felicitas dejándose entrever que ella murió. Cuando Elisa se escapa de su casa, Dante brinda un reportaje sobre ella en su programa televisivo, lo que atrae la atención de Nena Cárcamo (Úrsula Boza), la madre biológica de Elisa, quien llega al barrio para hablar con Dante sobre el paradero de su hija, Dante decide mostrar a Nena en televisión confiando en que así Elisa aparecerá inmediatamente. Cuando Elisa regresa, Nena se disculpa con ella y ambas se reconcilian. Nena se queda en el barrio, primero en la mansión de Malena a la que le roba sus joyas y luego en la casa de Luis Felipe. Luego de que Nena también mejora su apariencia y Luis Felipe se muestra nuevamente interesado en ella, Cristina se pone celosa y le ofrece a Nena un millón de soles para que abandone a Elisa y se vaya muy lejos, Nena acepta el trato pero pidiéndole un millón de dólares. Cristina acude a Luis Felipe confesándole el trato que hizo con Nena, por lo que Luis Felipe le entrega el millón de dólares a Nena, quien se va del barrio rumbo al extranjero despidiéndose de Elisa, sin embargo, termina siendo arrestada por la policía acusada de robo, todo a causa de una trampa de Luis Felipe quien consigue recuperar su dinero. Sofía regresa habiendo terminado nuevamente con Álex y poco tiempo después se muestra enamorada de Horacio Pen-Davis (Gustavo Mayer), el antiguo amigo y compañero de colegio de Pichón. Meses después, el Muqui (Manolo Rojas) auguria una terrible tragedia en el Barrio San José al mismo tiempo que Luis Felipe se sorprende tras encontrarse en su oficina a Nena apuntándole con una pistola mientras que Pichón y Malena sufren un accidente automovilístico. Seguidamente, el escenario cambia al año 1980 en el día del cumpleaños de Pichón, en donde Malena y Pichón se sienten extrañados luego de que sus familiares los ignoran y se sienten tristes hablando de ellos dos, descubriéndose que todo se trata de un sueño compartido entre Pichón y Malena quienes en la realidad actual se encuentran en estado de coma, en el sueño Malena se da cuenta de que las cosas están mal haciéndole recordar a Pichón el accidente que sufrieron y diciéndole que probablemente no lograron sobrevivir, sin embargo, ambos deciden vivir para continuar disfrutando de su amor por lo que comparten un apasionado beso mientras su entorno se torna de blanco. Seguidamente, en la realidad actual todos se ponen felices con la noticia de que Pichón y Malena despertaron y lograron salvarse. A su vez, Luis Felipe se muestra amenazado con el regreso de Nena, quien apuntándole con una pistola le confiesa que ya sabe que él estuvo detrás de su arresto, pero también le revela que pese a todo "lo sigue amando". Al mismo tiempo, Cristina llega al lugar con la noticia de la recuperación de Pichón y Malena pero al ingresar ve a Luis Felipe y Nena besándose por lo que se va del lugar decepcionada no sin antes pedirle el divorcio a su esposo. Luis Felipe le pide saber a Nena el por qué lo besó con ella respondiéndole que quería vengarse de él y que ya logró su objetivo despidiéndose de él para siempre. Luis Felipe intenta recuperar a Cristina chantajeándola con decirle a Elisa que fue ella la principal responsable de haber apartado a Nena de su vida, pero Cristina también lo chantajea exigiéndole el divorcio a cambio de no revelarle a la policía todos sus crímenes cometidos, por lo que Luis Felipe entre lágrimas se va para siempre del barrio.
En el final de la temporada, en medio de su fiesta de graduación, Michelle reflexiona y termina su relación con Pedrito dejándole el camino libre para ir con su verdadero amor. Sofía y Horacio se encuentran a punto de casarse pero son interrumpidos por Álex quien intenta convencer a Sofía de no casarse, ella se muestra reacia a escucharlo pero Horacio da un paso al costado y convence a Sofía de oír a Álex, por lo que ambos se reconcilian y se van juntos del barrio. Con la boda frustrada, a Pichón se le ocurre la idea de casarse ahí mismo con Malena quien acepta felizmente. Al día siguiente, se revela que Felicitas realmente no está muerta debido a que le hace una videollamada a Oliverio, por medio de la cual ambos se reconcilian con Oliverio listo para ir al encuentro de su amada. Además, Pedrito y Alicia se encuentran en la calle y se dejan llevar por sus sentimientos acercándose pero se detienen tras ver a Michelle, sin embargo, ella los anima a estar juntos y se va, por lo que Pedrito y Alicia se besan volviéndose después enamorados. Por último, Malena decide vender su casa y se va con Pichón a otro lugar para iniciar una nueva vida junto a él. Seguidamente, el escenario cambia a un último vistazo completo de todo el Barrio San José, con todos los vecinos incluyendo a Pichón, Malena, Sara, Estela, Julio, Beto, Tristana, Pancho, Oliverio, Felicitas, Coco, Fanny, Cristina, Pepa, Susana, Charly, Consuelo, Benigno, Amanda y Edmundo despidiéndose dando así fin a la serie. Inmediatamente después, Francesca y Peter llegan al barrio revelándose que fue Francesca la que compró la casa de Malena para así poder separarse de los Gonzales, pero su plan falla debido a que estos también llegan al barrio para acomodarse en su nueva casa diciendo que ella nunca podrá liberarse de ellos anunciándose así el regreso de Al fondo hay sitio.

## Reparto

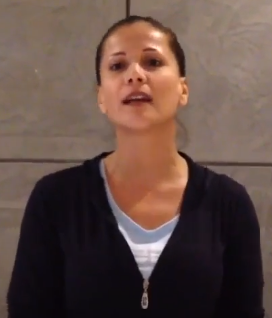
Mónica Sánchez es Malena Ugarte
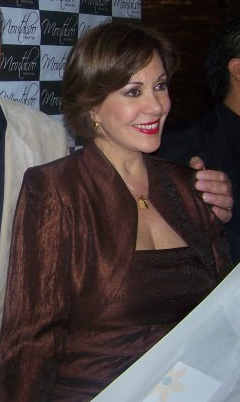
Yvonne Frayssinet es Consuelo Torrejón
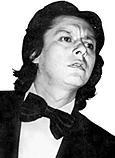
Adolfo Chuiman es Benigno Bravo
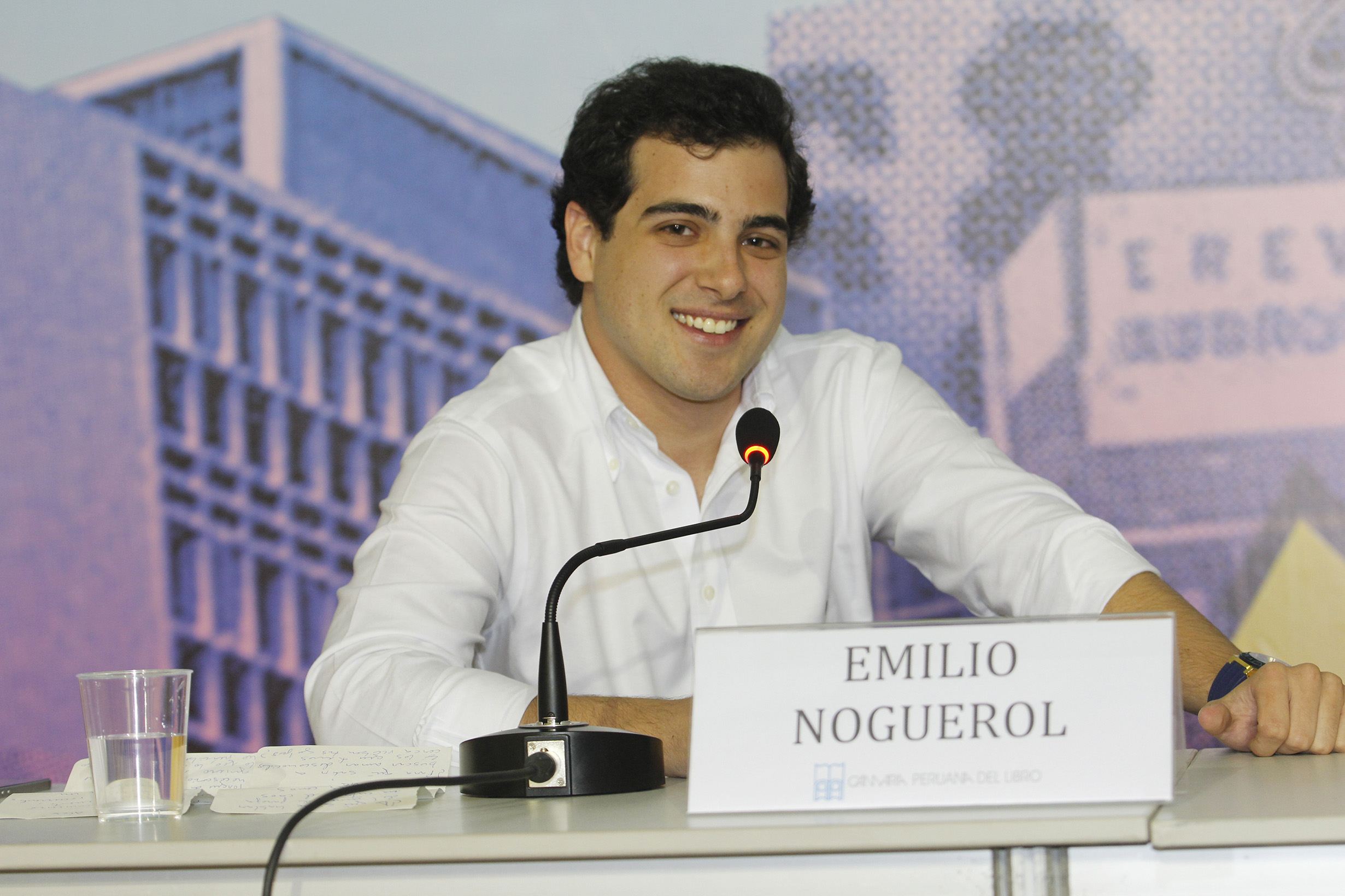
Emilio Noguerol es Julio Ganoza
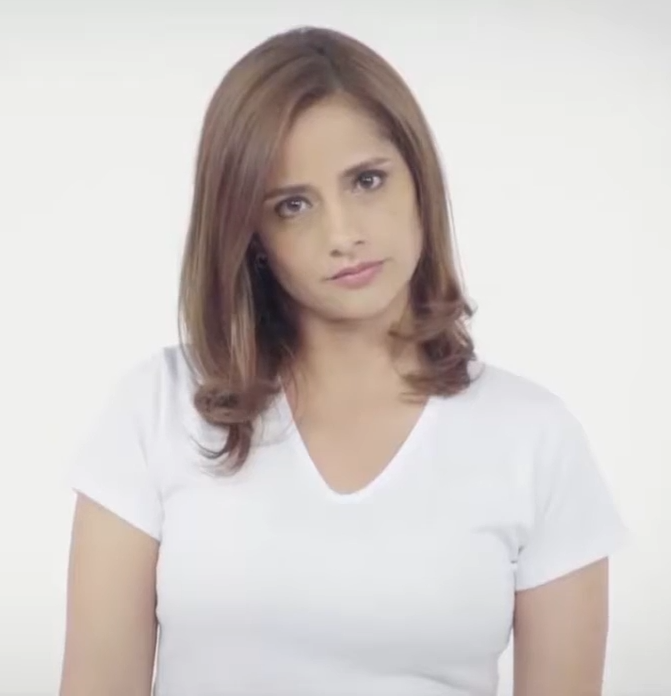
Melania Urbina es Anita Salas
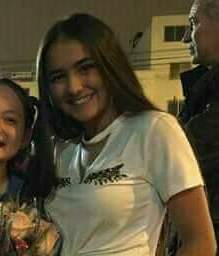
Merly Morello es Lily Guerra
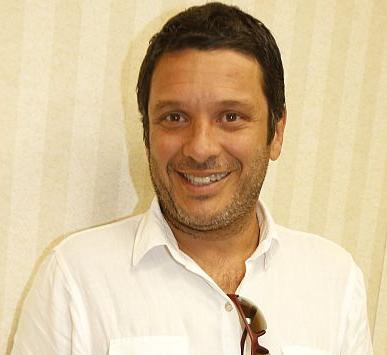
Lucho Cáceres es Coco Gutiérrez
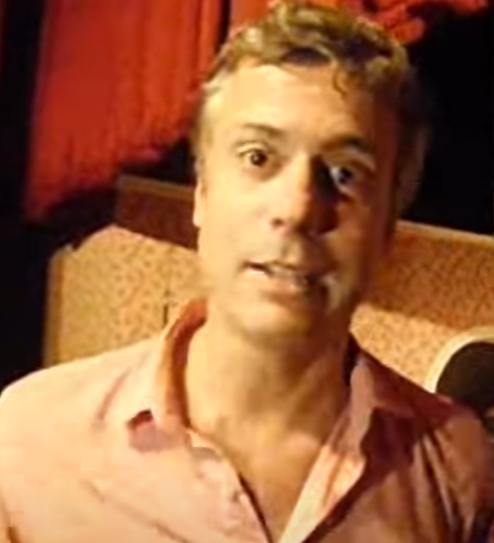
Diego Bertie es Luis Felipe Sandoval
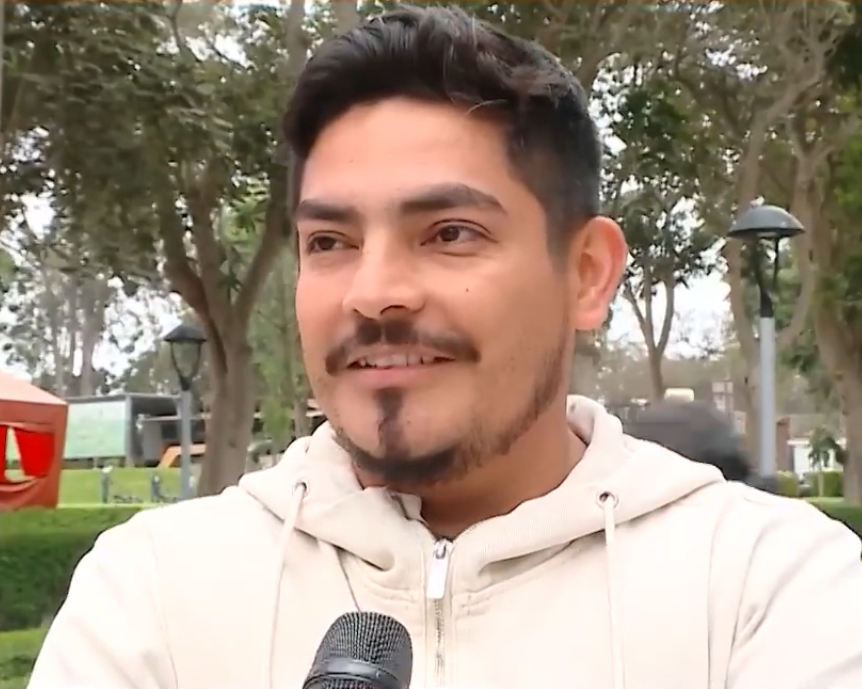
Erick Elera es Oliverio Mayta
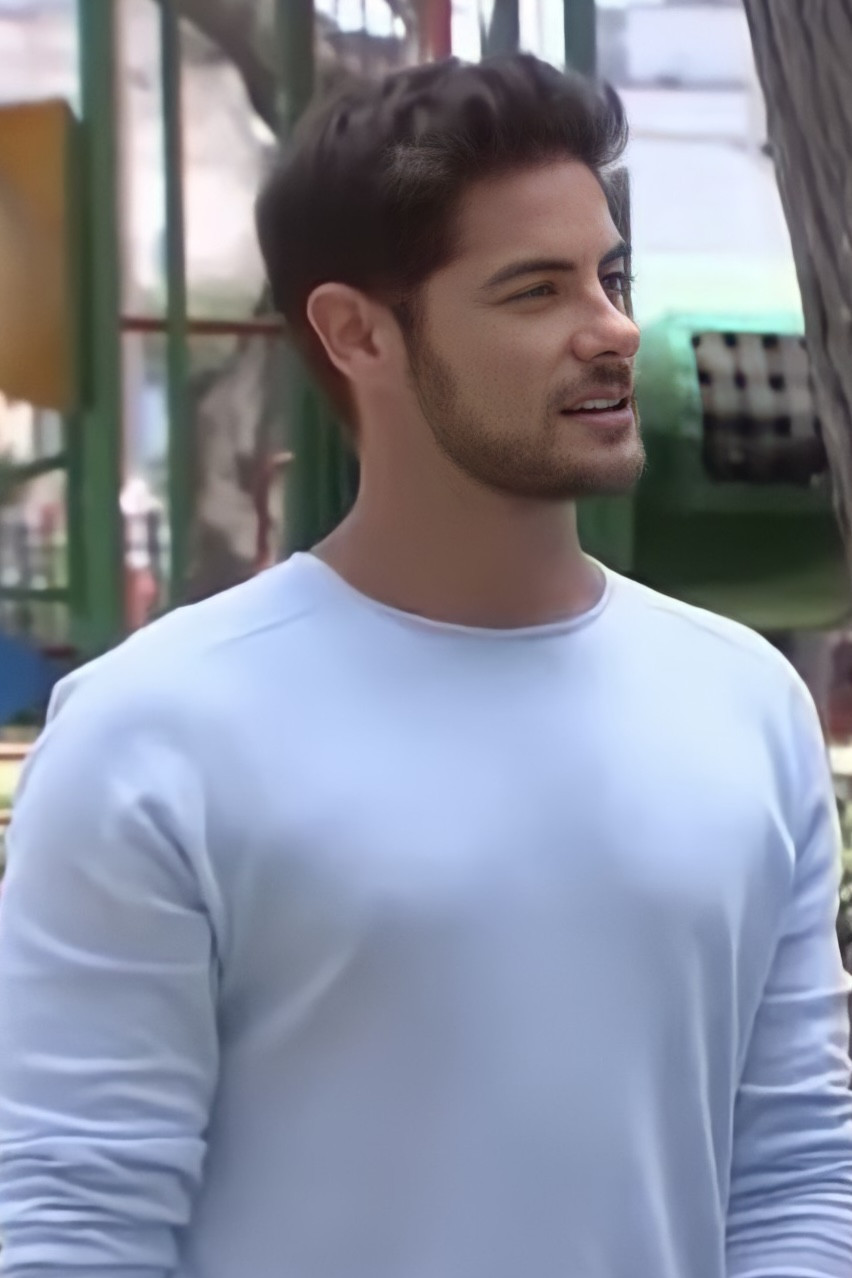
Andrés Wiese es José Carlos Sandoval
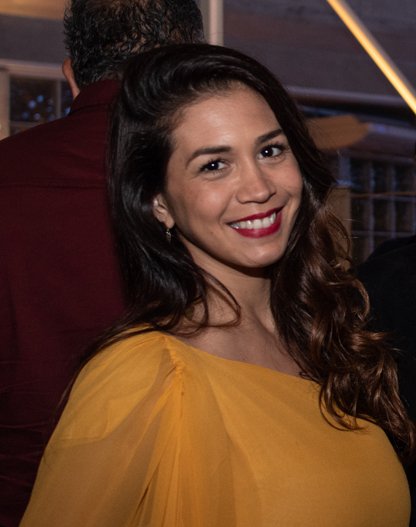
Fiorella Luna es Jenny Canales
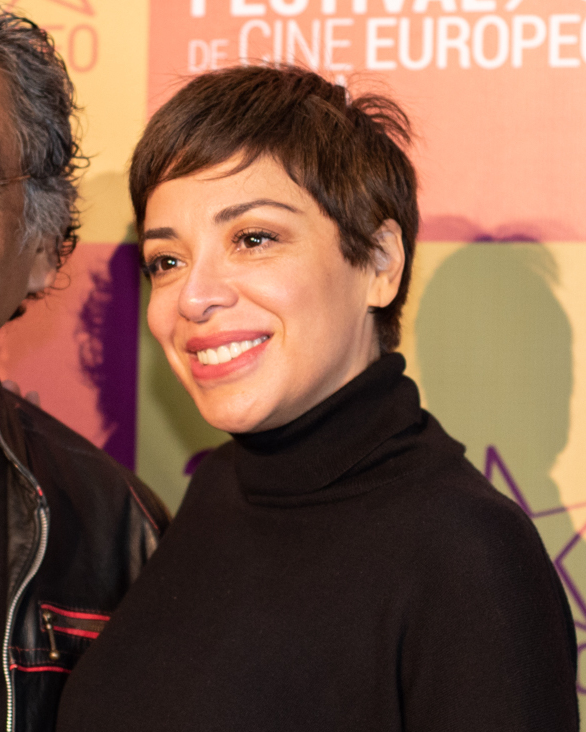
Tatiana Astengo es Elvira Ugarte
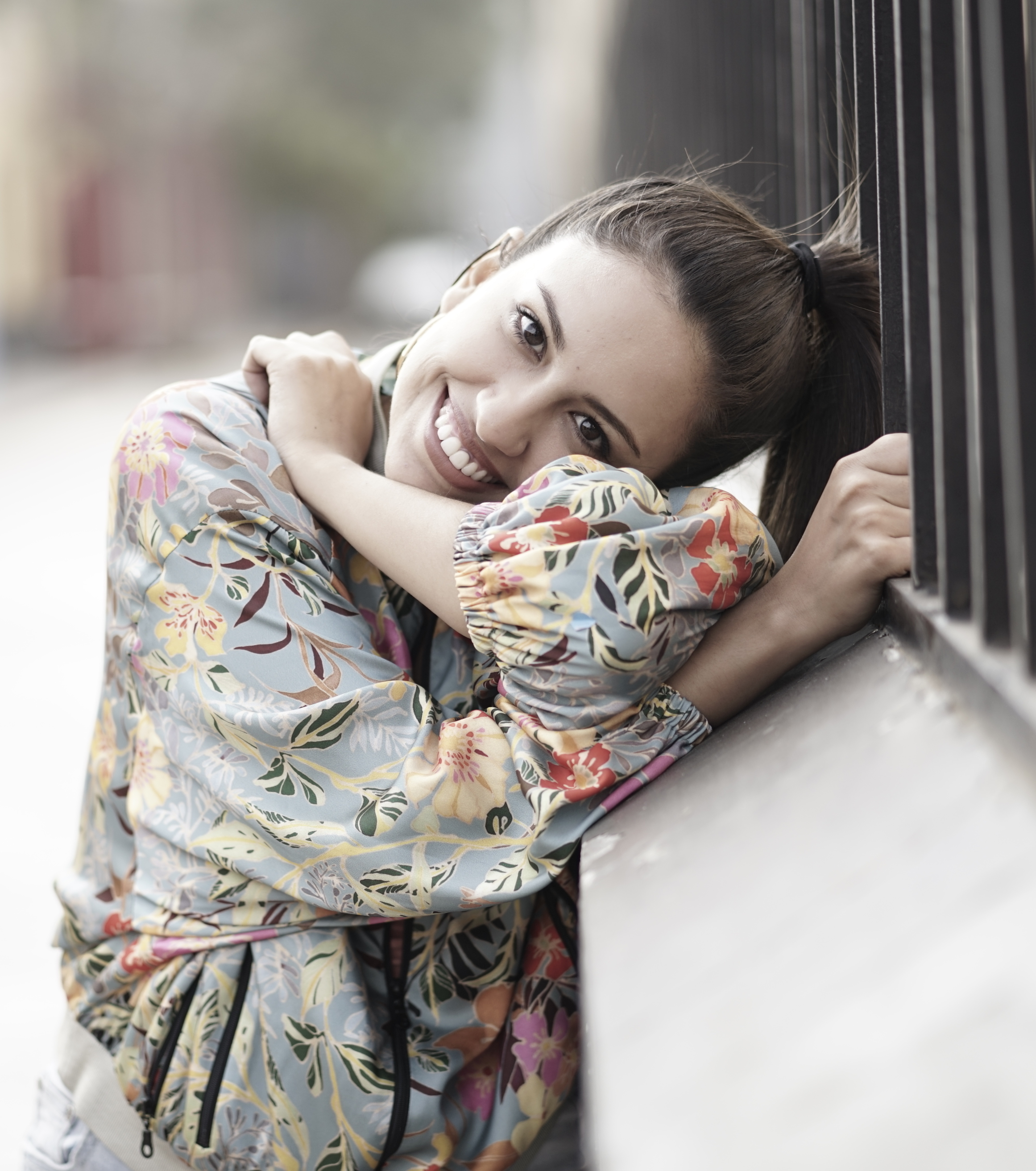
Gina Yangali es Tristana Machuca
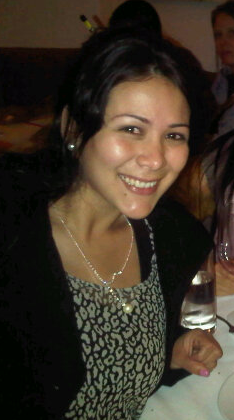
Magdyel Ugaz es Susana Chafloque
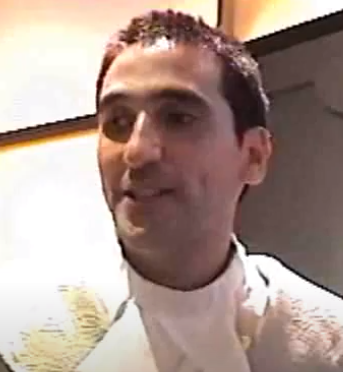
César Ritter es Pepo Bravo
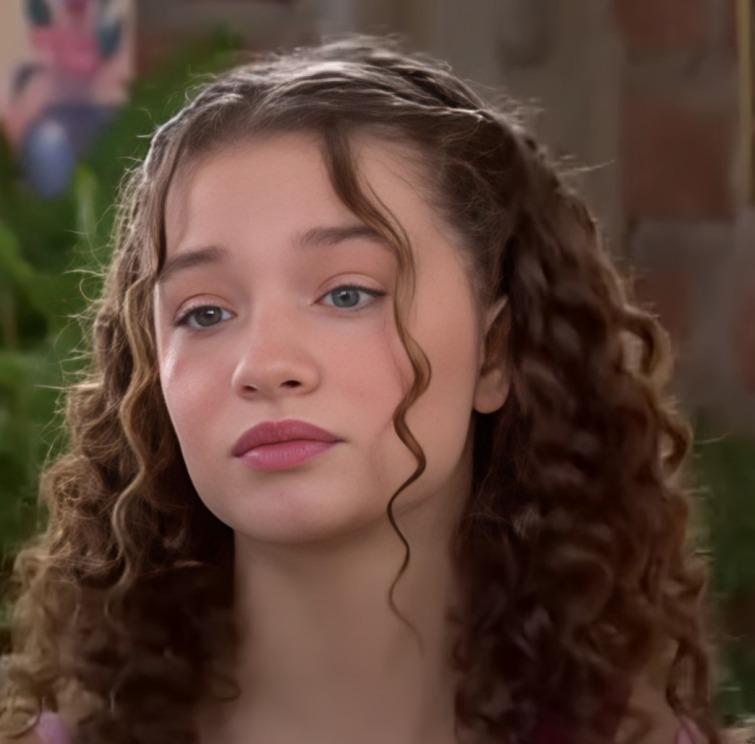
Adriana Campos-Salazar es Michelle Flores

| Intérprete                           | Personaje                                                     | Temporadas  | Temporadas  | Temporadas  | Temporadas  | Ref.        |
| Intérprete                           | Personaje                                                     | 1           | 2           | 3           | 4           | Ref.        |
| Principales                          | Principales                                                   | Principales | Principales | Principales | Principales | Principales |
| ------------------------------------ | ------------------------------------------------------------- | ----------- | ----------- | ----------- | ----------- | ----------- |
| Nidia Bermejo                        | Felícitas Condori                                             | Principal   | Principal   | Principal   | Invitada    | [ 9 ]       |
| Cécica Bernasconi                    | Mercedes Mujica                                               | Principal   | Principal   | Invitada    | Flashbacks  |             |
| Claudia Berninzon                    | Cristina Bravo                                                | Principal   | Principal   | Principal   | Principal   | [ 10 ]      |
| Diego Bertie                         | Luis Felipe Sandoval                                          | Principal   | Principal   | Principal   | Principal   | [ 11 ]      |
| Luciana Blomberg                     | Sofía Bravo                                                   | Principal   | Principal   | Principal   | Principal   | [ 12 ]      |
| Lucho Cáceres                        | Coco Gutiérrez                                                | Principal   | Principal   | Principal   | Principal   | [ 13 ]      |
| Adolfo Chuiman                       | Benigno Bravo                                                 | Principal   | Principal   | Principal   | Principal   | [ 14 ]      |
| Erick Elera                          | Oliverio Mayta                                                | Principal   | Principal   | Principal   | Principal   | [ 15 ]      |
| Milett Figueroa                      | Ninfa del Río                                                 | Principal   | Principal   |             | Invitada    | [ 16 ]      |
| Yvonne Frayssinet                    | Consuelo Torrejón                                             | Principal   | Principal   | Principal   | Principal   | [ 17 ]      |
| Orlando Fundichely                   | Tony Cruz                                                     | Principal   | Doble       |             | Flashbacks  | [ 18 ]      |
| Sergio Gjurinovic                    | Dante Ganoza                                                  | Principal   | Principal   | Principal   | Principal   | [ 19 ]      |
| Teddy Guzmán                         | Amanda Mendoza                                                | Principal   | Principal   | Principal   | Principal   | [ 20 ]      |
| Fiorella Luna                        | Jenny Canales                                                 | Principal   | Recurrente  |             | Invitada    |             |
| Fernando Luque                       | Alex Ganoza                                                   | Principal   | Principal   | Invitado    | Principal   | [ 21 ]      |
| Paul Martin                          | Pichón Bravo                                                  | Principal   | Principal   | Principal   | Principal   | [ 22 ]      |
| Merly Morello                        | Lily Guerra                                                   | Principal   | Principal   | Principal   | Principal   | [ 23 ]      |
| Emilio Noguerol                      | Julio Ganoza                                                  | Principal   |             |             | Invitado    | [ 24 ]      |
| Raysa Ortiz                          | Estela Bravo                                                  | Principal   | Principal   | Principal   | Principal   | [ 25 ]      |
| Sirena Ortiz                         | Sara Bravo                                                    | Principal   | Principal   | Principal   | Principal   | [ 25 ]      |
| Sebastián Rubio                      | Pancho Bravo / Pancho Gutiérrez                               | Principal   | Principal   | Principal   | Principal   | [ 26 ]      |
| Mónica Sánchez                       | Malena Ugarte                                                 | Principal   | Principal   | Principal   | Principal   | [ 27 ]      |
| Santiago Suárez                      | Beto Chuquisengo / Beto Ganoza                                | Principal   | Principal   | Principal   | Principal   | [ 28 ]      |
| Samuel Sunderland                    | Pedrito Bravo                                                 | Principal   | Principal   | Principal   | Principal   | [ 29 ]      |
| Mónica Torres                        | Pepa Bravo                                                    | Principal   | Principal   | Principal   | Principal   | [ 30 ]      |
| Melania Urbina                       | Profesora Anita Salas                                         | Principal   | Principal   | Principal   | Principal   | [ 31 ]      |
| Andrés Wiese                         | José Carlos Sandoval                                          | Principal   |             |             |             | [ 32 ]      |
| Ana María Jordán                     | Rosa Reyes «Mamá Rosa»                                        | Principal   | Principal   | Principal   | Principal   |             |
| Mario Cortijo                        | Julio Ganoza                                                  |             | Principal   | Principal   | Invitado    | [ 33 ]      |
| Carolina Cano                        | Flor Margarita Contreras                                      |             | Principal   |             | Flashbacks  | [ 34 ]      |
| Maricielo Effio                      | Fanny Chuquisengo                                             |             | Principal   | Principal   | Principal   | [ 35 ]      |
| László Kovács                        | Marcelo Guerra                                                | Recurrente  | Principal   |             | Flashbacks  | [ 36 ]      |
| Francy Pezo                          | Porfiria Mayta                                                | Recurrente  | Principal   | Recurrente  | Recurrente  |             |
| Iván Queirolo                        | Profesor Vladimir Rocha                                       | Recurrente  | Principal   | Principal   | Principal   |             |
| Gabriel Rondón                       | Simón Contreras                                               |             | Principal   | Principal   | Principal   |             |
| Pedro Sánchez                        | Leónidas Cabezudo «Black Power»                               | Recurrente  | Principal   | Principal   | Principal   |             |
| Tatiana Astengo                      | Elvira Ugarte                                                 |             | Invitada    | Principal   | Flashbacks  | [ 37 ]      |
| Yaco Eskenazi                        | Chicho Soto                                                   |             |             | Principal   | Invitado    |             |
| Daniel Menacho                       | Fideito Parodi                                                |             | Recurrente  | Principal   | Principal   | [ 38 ]      |
| Adriana Salas                        | Eva Morales                                                   |             | Recurrente  | Principal   | Invitada    | [ 39 ]      |
| Hugo Salazar                         | Padre Salvador Cortéz                                         | Recurrente  | Recurrente  | Principal   | Principal   |             |
| Rodrigo Sánchez Patiño               | Charlie Flores                                                |             |             | Principal   | Principal   |             |
| Alexia Barnechea                     | Toti Torres                                                   |             | Recurrente  | Recurrente  | Principal   | [ 40 ]      |
| Danna Ben Haim                       | Betty Lerner                                                  |             |             | Recurrente  | Principal   |             |
| Adriana Campos-Salazar               | Michelle Flores                                               |             |             | Doble       | Principal   |             |
| Jorge Da Fieno                       | Comisario Jorge Torres                                        |             | Recurrente  | Recurrente  | Principal   |             |
| Daniela Olaya                        | Alicia Zapata                                                 |             |             |             | Principal   |             |
| Franco Pennano                       | Percy Flores                                                  |             |             | Recurrente  | Principal   | [ 41 ]      |
| Vasco Rodríguez                      | Julio Ganoza                                                  |             |             |             | Principal   | [ 42 ]      |
| César Ritter                         | Pepo Bravo                                                    |             |             |             | Principal   | [ 43 ]      |
| Elisa Tenaud                         | Elisa Sandoval / Elisa Cárcamo                                |             |             |             | Principal   | [ 44 ]      |
| Magdyel Ugaz                         | Susana Chafloque                                              |             |             |             | Principal   | [ 45 ]      |
| Paul Vega                            | Edmundo Ganoza                                                |             |             |             | Principal   |             |
| Gina Yangali                         | Tristana Machuca                                              |             |             | Recurrente  | Principal   |             |
| Recurrentes e invitados especiales   |                                                               |             |             |             |             |             |
| Introducidos en la primera temporada |                                                               |             |             |             |             |             |
| Gustavo Mac Lennan                   | Maximiliano Ugarte                                            | Recurrente  |             |             |             |             |
| Milene Vázquez                       | Patricia Gutiérrez                                            | Recurrente  | Recurrente  |             |             |             |
| Sasha Kapsunov                       | Pichón Bravo (joven)                                          | Recurrente  | Recurrente  | Recurrente  | Recurrente  |             |
| María Claudia Ghersi                 | Malena Ugarte (joven)                                         | Recurrente  | Recurrente  | Recurrente  | Recurrente  |             |
| Vasco Rodríguez                      | Juan Pérez                                                    | Invitado    |             |             |             | [ 46 ]      |
| Cristina Benavides                   | Lucrecia Sandoval                                             | Recurrente  |             |             |             |             |
| Natalia Salas                        | Lucrecia Sandoval                                             |             |             | Recurrente  |             |             |
| Alfonso Dibós                        | Israel Lerner                                                 | Recurrente  | Recurrente  |             | Recurrente  |             |
| Marcelo Oxenford                     | Enzo Gallardo                                                 | Recurrente  |             |             |             |             |
| Augusto Mazzarelli                   | Enzo Gallardo                                                 |             | Recurrente  |             |             |             |
| Cecilia Tosso                        | Directora Orieta Troncoso                                     | Recurrente  | Recurrente  | Recurrente  |             |             |
| Julián Legaspi                       | Rodrigo Rey Castillo                                          | Recurrente  |             |             |             |             |
| Ingrid Altamirano                    | Azucena Barragán                                              | Recurrente  |             |             |             |             |
| Thiago Vernal                        | Guillermo Barragán                                            | Recurrente  |             |             |             |             |
| Héctor Jiménez                       | Glorioso Mayta                                                | Recurrente  | Recurrente  | Recurrente  |             |             |
| Flor Castillo                        | Hilaria Yupanqui                                              | Recurrente  | Recurrente  | Recurrente  | Invitada    |             |
| Aníbal García                        | Gigio Porras                                                  | Recurrente  |             |             |             |             |
| Yasser Rojas Aranguri                | Héctor Bardales                                               | Recurrente  |             |             |             |             |
| Onasis Toro                          | Policarpio Mayta                                              | Recurrente  | Recurrente  |             |             |             |
| Martín Martínez                      | Policarpio Mayta                                              |             |             | Recurrente  |             |             |
| Brian Ayarza                         | Casimiro Mayta                                                | Recurrente  | Recurrente  | Recurrente  |             |             |
| Alex Velásquez                       | Eulogio Mayta                                                 | Recurrente  | Recurrente  | Recurrente  |             |             |
| Christian Dañoveytia                 | Florentino Mayta                                              | Recurrente  | Recurrente  | Recurrente  |             |             |
| Aracely Villafuerte                  | Teodora Mayta                                                 | Recurrente  | Recurrente  | Recurrente  |             |             |
| Ximena Vásquez                       | Casilda Mayta                                                 | Recurrente  | Recurrente  | Recurrente  |             |             |
| Mya Nole                             | Dorotea Mayta                                                 | Recurrente  | Recurrente  | Recurrente  |             |             |
| Santiago Hidalgo                     | Branif Mayta                                                  | Recurrente  | Recurrente  | Recurrente  |             |             |
| Pold Gastello                        | Saturnino Condori                                             | Recurrente  | Recurrente  | Recurrente  |             |             |
| Ivo Alcázar                          | Gabriel Fajardo                                               | Recurrente  |             |             | Invitado    |             |
| Sandro Calderón                      | Rodolfo Gallegos                                              | Recurrente  |             |             | Invitado    |             |
| Joel Ezeta                           | Walter Pajuelo                                                | Recurrente  |             |             | Invitado    |             |
| Mario León                           | Angie del Carpio                                              | Recurrente  |             |             |             |             |
| Luis Salas                           | Angie del Carpio                                              |             |             | Recurrente  |             |             |
| Pepe Sarmiento                       | Abogado Donald Cross                                          | Recurrente  | Recurrente  | Recurrente  |             |             |
| Rafael Sánchez Mena                  | Dr. Galindo                                                   | Recurrente  | Recurrente  | Recurrente  |             |             |
| Manuel Escalante                     | Guardia Benito                                                | Recurrente  | Recurrente  | Recurrente  |             |             |
| Bruno Simon                          | Toño Padilla                                                  | Recurrente  | Recurrente  | Recurrente  |             |             |
| Stefano Mendoza                      | Richie Ramírez                                                | Recurrente  | Recurrente  |             |             |             |
| Alfredo Lévano                       | Comandante José Alberto Vargas                                | Recurrente  | Recurrente  |             |             |             |
| Job Mansilla                         | Federico Carapongo / Félix Casagrande                         | Recurrente  | Recurrente  |             |             |             |
| Fernando Bakovic                     | Aristóteles del Río                                           | Recurrente  |             |             |             |             |
| Carla Barzotti                       | Zulema Espantoso                                              | Recurrente  |             |             |             |             |
| Denisse Dibós                        | Úrsula Banchero                                               | Recurrente  |             |             |             |             |
| Kukuli Morante                       | Chechi González                                               | Recurrente  |             |             |             |             |
| Alicia Mercado                       | Yolanda Tenorio                                               | Recurrente  |             |             |             |             |
| Priscila Espinoza                    | Linda Hermoza                                                 | Recurrente  |             |             |             |             |
| Lilian Schiappa                      | Gisela Zegarra                                                | Recurrente  |             |             |             |             |
| Alejandro Espinoza                   | Carlos Ortiz                                                  | Recurrente  |             |             |             |             |
| Alfredo Espinoza                     | Boris Ortiz                                                   | Recurrente  |             |             |             |             |
| Gabriela Villalobos                  | Julissa Vargas / Julissa Berckemeyer                          | Recurrente  |             |             |             |             |
| Nathalie Medina                      | Blanquita                                                     | Invitada    |             |             |             |             |
| Daniela Granda                       | Violeta                                                       | Invitada    |             |             |             |             |
| Cecilia Rechkemmer                   | Nonoko                                                        | Invitada    |             |             |             |             |
| Jesús Aranda                         | Falcón                                                        | Recurrente  |             |             |             |             |
| Javier Li                            | El Chino Chang                                                | Recurrente  |             |             |             |             |
| Julián Zucchi                        | Juan Pablo Gallardo                                           | Recurrente  |             |             |             |             |
| Silvano Gastaldo                     | Juan Ignacio Gallardo                                         | Recurrente  |             |             |             |             |
| Jesús Delaveaux                      | Coronel Juan Emilio Lozano                                    | Recurrente  |             |             |             |             |
| Zuleyka Ramírez                      | Rosita                                                        | Invitada    |             |             |             |             |
| Marale Rodríguez                     | Florcita                                                      | Invitada    |             |             |             |             |
| Ricardo Cabrera                      | Dr. Cabeza                                                    | Invitado    |             |             |             |             |
| Ricardo Mejía                        | Sergio Barrios «El Gordo Checho»                              | Invitado    | Recurrente  | Recurrente  | Recurrente  |             |
| Yamile Caparó                        | Elvira Torres                                                 | Recurrente  | Recurrente  |             |             |             |
| Gladys Hermoza                       | Irma Ureta                                                    | Recurrente  | Recurrente  |             |             |             |
| Hugo Salazar                         | Juan Ramírez Lazo                                             | Voz         | Voz         | Voz         | Voz         |             |
| Hugo Salazar                         | Alfonso Tealdo                                                | Voz         | Voz         |             |             |             |
| José Antonio San Miguel              | Pichón Bravo (niño)                                           | Recurrente  | Recurrente  | Recurrente  |             |             |
| Fabiana Valcárcel                    | Malena Ugarte (niña)                                          | Recurrente  | Recurrente  | Recurrente  |             |             |
| Luciana León-Barandiarán             | Patricia Gutiérrez (joven)                                    | Recurrente  |             |             |             |             |
| Rodrigo Ugarte                       | Maximiliano Ugarte (joven)                                    | Recurrente  | Recurrente  |             |             |             |
| Valentina González                   | Cristina Bravo (joven)                                        | Invitada    | Invitada    |             |             |             |
| Angelo Olcese                        | Coco Gutiérrez (joven)                                        | Invitado    | Invitado    |             |             |             |
| Julieta Kapsunov                     | Cristina Bravo (niña)                                         | Invitada    |             |             |             |             |
| Diego Müller                         | Coco Gutiérrez (niño)                                         | Invitado    | Invitado    |             |             |             |
| Carmen Garrido                       | Pepa Bravo (ilusión)                                          | Invitada    |             |             |             |             |
| Introducidos en la segunda temporada |                                                               |             |             |             |             |             |
| Toño Vega                            | Pedrito Bravo (adulto)                                        |             | Voz         | Voz         | Voz         |             |
| Erik Enrique                         | Gamboa                                                        |             | Recurrente  | Recurrente  | Recurrente  |             |
| Carlos Calle                         | Barragán                                                      |             | Recurrente  | Recurrente  | Recurrente  |             |
| Lucio Enrique                        | Peppers                                                       |             | Recurrente  | Recurrente  | Recurrente  |             |
| Sandro Monzante                      | Fideo Parodi                                                  |             | Recurrente  | Recurrente  |             |             |
| Luis Ángel Pinasco                   | George Lewis «El Príncipe de Escocia»                         |             | Recurrente  | Recurrente  |             |             |
| Mabel Duclós                         | Fina Vargas                                                   |             | Recurrente  | Recurrente  |             |             |
| Manolo Rojas                         | El Muqui                                                      |             | Recurrente  | Recurrente  | Invitado    |             |
| Gustavo Cerrón                       | Disney Yupanqui                                               |             | Recurrente  |             |             |             |
| Martín Farfán                        | Trakatá García                                                |             | Recurrente  | Recurrente  |             |             |
| Pedro Olórtegui                      | Gerardo Malatesta                                             |             | Recurrente  | Recurrente  | Recurrente  |             |
| Luis Menezes                         | Fiscal Fernando Menezes                                       |             | Recurrente  | Recurrente  | Recurrente  |             |
| Juan Carlos Salazar                  | Dr. Molina                                                    |             | Recurrente  | Recurrente  | Recurrente  |             |
| Sonia Oquendo                        | Marcela de la Borda                                           |             | Recurrente  |             |             |             |
| Víctor Prada                         | Arnaldo Cortés                                                |             | Recurrente  |             |             |             |
| Hans Hassinger                       | Alonso Orbegozo                                               |             | Recurrente  |             |             |             |
| Diego Gallese                        | Óscar Acuña                                                   |             | Recurrente  |             |             |             |
| Alessio Acosta                       | Bruno de la Torre                                             |             | Invitado    |             |             |             |
| Kiara Checa                          | Katia Montes                                                  |             | Invitada    |             |             |             |
| Julio Chiroque                       | Gael del Águila                                               |             | Invitado    |             |             |             |
| Coco Limo Eyzaguirre                 | Profesor Lukako                                               |             | Recurrente  |             |             |             |
| Mafe Valega                          | Silvana Vergara                                               |             | Recurrente  |             |             |             |
| Enrique Urrutia                      | Horacio Gómez                                                 |             | Recurrente  |             |             |             |
| Luis Trivelli                        | Edgar Figueroa                                                |             | Recurrente  |             |             |             |
| Luigi Monteghirfo                    | Kike Romero                                                   |             | Recurrente  |             |             |             |
| Paul Ramírez                         | Roberto Lampa                                                 |             | Recurrente  |             |             |             |
| Sasha Settembrini                    | Dr. Wilfredo González                                         |             | Recurrente  |             |             |             |
| Luana Barrón                         | Wendy                                                         |             | Recurrente  |             |             |             |
| Luciana Carlín                       | Vicky                                                         |             | Recurrente  |             |             |             |
| Nico Argolo                          | Hugo Ramos                                                    |             | Recurrente  |             |             |             |
| Jhoany Vegas                         | Marita Aguirre «La Ñusta»                                     |             | Recurrente  |             |             |             |
| Percy Williams                       | Fiscal Gómez                                                  |             | Recurrente  |             |             |             |
| Marcial Matthews                     | Dr. Ernesto Camacho                                           |             | Recurrente  |             |             |             |
| Sully Sáenz                          | Mirella                                                       |             | Recurrente  |             |             |             |
| Pacu Escudero                        | Claudio Bermúdez                                              |             | Invitado    |             |             |             |
| Daniella Hernández                   | Rosario Reátegui                                              |             | Invitada    |             |             |             |
| Fabián Gandarillas                   | Gabriel Villar                                                |             | Invitado    |             |             |             |
| Shanti Kunwar                        | Ana Lucía Aranda                                              |             | Invitada    |             |             |             |
| Mirtha Patiño                        | Irma Lozano                                                   |             | Recurrente  |             |             |             |
| Ernesto Pimentel                     | Kandelaria Mondragón «La señora K»                            |             | Recurrente  |             |             |             |
| Gisela Valcárcel                     | Mireya                                                        |             | Invitada    |             |             |             |
| Ethel Pozo                           | Esther Bravo                                                  |             | Invitada    |             |             |             |
| Jaime "Choca" Mandros (N.º 1)        | Hermano de Malena (spot publicitario)                         |             | Invitados   |             |             |             |
| Mathías Brivio (N.º 2)               | Hermano de Malena (spot publicitario)                         |             | Invitados   |             |             |             |
| Juan Carlos Orderique (N.º 3)        | Hermano de Malena (spot publicitario)                         |             | Invitados   |             |             |             |
| Patricio Parodi (N.º 4)              | Hermano de Malena (spot publicitario)                         |             | Invitados   |             |             |             |
| Bruno Pinasco (N.º 5)                | Hermano de Malena (spot publicitario)                         |             | Invitados   |             |             |             |
| Gianfranco Magri                     | Pedrito Bravo (niño)                                          |             | Invitado    |             |             |             |
| Luana Suárez                         | Pepa Bravo (niña)                                             |             | Invitada    |             |             |             |
| Marquinho Ruíz                       | Black Power (niño)                                            |             | Invitado    |             |             |             |
| Naif Jordán                          | Rosa Reyes (joven)                                            |             | Invitada    |             |             |             |
| Esteban Ortiz                        | Pancho Gutiérrez (joven)                                      |             | Invitado    |             |             |             |
| Kani Hart                            | Pepa Bravo (joven)                                            |             | Invitada    |             |             |             |
| Álvaro Barrutia                      | Black Power (joven)                                           |             | Invitado    |             |             |             |
| Daniel Menacho                       | Fideo Parodi (joven)                                          |             | Invitado    |             |             |             |
| Introducidos en la tercera temporada |                                                               |             |             |             |             |             |
| Devora Merino                        | Roxana Zapata                                                 |             |             | Recurrente  | Recurrente  |             |
| Abigail Vizcardo                     | Tota Sandoval                                                 |             |             | Recurrente  |             |             |
| Gladys Hermoza                       | Tota Sandoval                                                 |             |             |             | Recurrente  |             |
| Junior Silva                         | Tato Gordillo                                                 |             |             | Recurrente  | Recurrente  |             |
| Amparo Brambilla                     | Norma Hinostroza                                              |             |             | Recurrente  |             |             |
| Ricardo Combi                        | César Ferrand                                                 |             |             | Recurrente  |             |             |
| Natalie Vértiz                       | Dra. Mónica Vértiz                                            |             |             | Recurrente  |             |             |
| Piero Arce                           | Coquito                                                       |             |             | Recurrente  |             |             |
| Allison Pastor                       | Penélope Ortega                                               |             |             | Recurrente  |             |             |
| Kathie Reds                          | Lolita                                                        |             |             | Invitada    |             |             |
| Anitza Fernández                     | Dalila                                                        |             |             | Invitada    |             |             |
| Fátima Barreto                       | Mindy                                                         |             |             | Invitada    |             |             |
| Nicolás Parra                        | Fico                                                          |             |             | Invitado    |             |             |
| Sebastián Alonso                     | Polo                                                          |             |             | Invitado    |             |             |
| Paul Beretta                         | Sargento                                                      |             |             | Invitado    |             |             |
| Darwin Rey                           | Cabo                                                          |             |             | Invitado    |             |             |
| Wendy Reyna                          | Chili                                                         |             |             | Invitada    |             |             |
| Anny Figueroa                        | Serafina                                                      |             |             | Invitada    |             |             |
| Edith Sánchez                        | Olga                                                          |             |             | Invitada    |             |             |
| José Augusto Irei                    | Chino Lao                                                     |             |             | Invitado    |             |             |
| Giancarlo Porcile                    | Dr. Victor Small                                              |             |             | Invitado    |             |             |
| Bruno Balbuena                       | Virgilio / El Rompehuesos                                     |             |             | Invitado    |             |             |
| Mayra Panduro                        | María                                                         |             |             | Invitada    |             |             |
| Ángel Sosa                           | Tobbie                                                        |             |             | Invitado    |             |             |
| Filippo Storino                      | Filippo                                                       |             |             | Recurrente  |             |             |
| Franz Pollack                        | Gianni                                                        |             |             | Invitado    |             |             |
| Julio Zevallos                       | Ruiseñor                                                      |             |             | Recurrente  |             |             |
| Fiorella Pennano                     | Tessy Flores                                                  |             |             | Recurrente  |             |             |
| Attilia Boschetti                    | Sor Margarita Zamudio                                         |             |             | Recurrente  |             |             |
| Maricielo Effio                      | Perla Vargas                                                  |             |             | Invitada    |             |             |
| Santiago Suárez                      | Pocho Chuquisengo                                             |             |             | Invitado    |             |             |
| Facundo Cano                         | Dante Ganoza (niño)                                           |             |             | Invitado    |             |             |
| Rodrigo Maldonado                    | Beto Ganoza (niño)                                            |             |             | Invitado    |             |             |
| María Claudia García                 | Elvira Ugarte (niña)                                          |             |             | Invitada    |             |             |
| Xander Palacios                      | Charlie Flores (niño)                                         |             |             | Invitado    |             |             |
| Juan Francisco Escobar               | Rodolfo Rojas (joven) (Crossover de Al fondo hay sitio)       |             |             | Recurrente  |             |             |
| Danna Ben Haim                       | Elena (spot publicitario)                                     |             |             | Invitada    |             |             |
| Adolfo Chuiman                       | Rodolfo Rojas / Peter McKay (Crossover de Al fondo hay sitio) |             |             | Invitado    | Invitado    |             |
| Yvonne Frayssinet                    | Francesca Maldini (Crossover de Al fondo hay sitio)           |             |             | Invitada    | Invitada    |             |
| Erick Elera                          | Joel Gonzales (Crossover de Al fondo hay sitio)               |             |             | Voz         | Invitado    |             |
| Introducidos en la cuarta temporada  |                                                               |             |             |             |             |             |
| Úrsula Boza                          | Nena Cárcamo                                                  |             |             |             | Recurrente  |             |
| Gustavo Mayer                        | Horacio Pen-Davis                                             |             |             |             | Recurrente  |             |
| Rossana Fernández-Maldonado          | Guadalupe Ramos                                               |             |             |             | Recurrente  |             |
| Fiorella Cayo                        | Cocoy Sánchez-Iriarte                                         |             |             |             | Recurrente  |             |
| Facundo Oliva                        | Matteo Ganoza                                                 |             |             |             | Recurrente  |             |
| Nicholas Wenzel                      | Sebastián Miller                                              |             |             |             | Recurrente  |             |
| Kimberly Pérez                       | Shantall Headrington                                          |             |             |             | Recurrente  |             |
| Valkiria Aragón                      | Kelly Pajuelo                                                 |             |             |             | Recurrente  |             |
| Daniella Pflücker                    | Gisela Carbonell / Clara Carbonell                            |             |             |             | Recurrente  |             |
| Pietro Sibille                       | Winston Corrales                                              |             |             |             | Recurrente  |             |
| Vanessa Jerí                         | Melody Treviño                                                |             |             |             | Recurrente  |             |
| Isabel Chappell                      | Miluska Linares / Jefa de piso en Weber TV                    |             |             |             | Recurrente  |             |
| Filippo Storino                      | Luis Miguel Gallardo                                          |             |             |             | Recurrente  |             |
| Gabriel Meneses                      | Fabrizio de la Piedra                                         |             |             |             | Recurrente  |             |
| Martha Figueroa                      | Golda Betancourt                                              |             |             |             | Recurrente  |             |
| Sara Silva                           | Carmela Pinedo                                                |             |             |             | Invitada    |             |
| Alejandro Aramburú                   | Fausto Cornejo                                                |             |             |             | Recurrente  |             |
| Christián Haltenhof                  | Facundo Cilloniz                                              |             |             |             | Recurrente  |             |
| Briana Otero                         | Fabiana                                                       |             |             |             | Recurrente  |             |
| Jael Peña                            | Fabiola                                                       |             |             |             | Recurrente  |             |
| Walter Escobar                       | Dr. Christián Ulloa                                           |             |             |             | Invitado    |             |
| Ramón Velarde                        | Maggin                                                        |             |             |             | Invitado    |             |
| Miguel Vergara Flores                | El Mini Muqui                                                 |             |             |             | Recurrente  |             |
| Melissa Giorgio                      | Sor Verónica                                                  |             |             |             | Recurrente  |             |
| Juan Videla                          | Juez Fernando Vidal                                           |             |             |             | Invitado    |             |
| Fiorella Flores                      | Nikki Nicole                                                  |             |             |             | Invitada    |             |
| Adonay Sosa                          | Jean Paul                                                     |             |             |             | Invitado    |             |
| Indara Melgar                        | Yanine Vargas                                                 |             |             |             | Invitada    |             |
| Andrea Jacobs                        | Mariciela López                                               |             |             |             | Invitada    |             |
| Sandra Bernasconi                    | Dra. Ezerbert Bonaparte                                       |             |             |             | Recurrente  |             |
| Alexandra Barandiarán                | Mabel Echegaray                                               |             |             |             | Recurrente  |             |
| Marco Espinoza                       | Huber                                                         |             |             |             | Recurrente  |             |
| Niccoló Foresti                      | Herbert                                                       |             |             |             | Recurrente  |             |
| Ena Saavedra                         | Cecilia Abad                                                  |             |             |             | Recurrente  |             |
| Susana Jurupe                        | Luisa Meldedo (foto)                                          |             |             |             | Recurrente  |             |
| Gustavo Bueno                        | Amador Bravo                                                  |             |             |             | Invitado    |             |
| Gina Yangali                         | Morfeo                                                        |             |             |             | Voz         |             |
| Flavia Elera                         | Asha                                                          |             |             |             | Invitada    |             |
| Frida Hurtado                        | Camucha                                                       |             |             |             | Recurrente  |             |
| Laslia Miranda                       | Carmela                                                       |             |             |             | Recurrente  |             |
| Cecilia Abad                         | Vilma                                                         |             |             |             | Recurrente  |             |
| Hugo Salazar                         | Hugo Weber                                                    |             |             |             | Voz         |             |
| Matteo Salvador                      | Alex Ugarte (niño)                                            |             |             |             | Invitado    |             |
| Octavio Campos                       | Julio Ganoza (niño)                                           |             |             |             | Invitado    |             |
| Asael Asaf                           | Dante Ganoza (niño)                                           |             |             |             | Invitado    |             |
| Joseph Adán Jr.                      | Beto Ganoza (niño)                                            |             |             |             | Invitado    |             |
| Estrella Torres                      | Ellos mismos                                                  |             |             |             | Invitados   |             |
| Bruno Pinasco                        | Ellos mismos                                                  |             |             |             | Invitados   |             |
| Cristian Giles Bardales              | Ellos mismos                                                  |             |             |             | Invitados   |             |
| Juan Carlos Fernández                | Ellos mismos                                                  |             |             |             | Invitados   |             |
| Santi Lesmes                         | Xavi Lozano                                                   |             |             |             | Invitado    | [ 47 ]      |
| Michael Finseth                      | Jerry Casalino (Crossover de Así es la vida)                  |             |             |             | Invitado    |             |
| Germán Loero                         | Marce Soto (Crossover de Así es la vida)                      |             |             |             | Invitado    |             |
| Kéffer Chuque                        | Culebra (Crossover de Así es la vida)                         |             |             |             | Invitado    |             |
| Américo Zúñiga                       | Serpiente (Crossover de Así es la vida)                       |             |             |             | Invitado    |             |
| Manuel Escalante                     | Benito (Crossover de Al fondo hay sitio)                      |             |             |             | Invitado    |             |
| Fernando Bakovic                     | Padre Manuel Armesto (Crossover de Al fondo hay sitio)        |             |             |             | Invitado    |             |
| Mafe Valega                          | Mabel Wilson (Crossover de Al fondo hay sitio)                |             |             |             | Invitada    |             |
| Irma Maury                           | Nelly Camacho (foto) (Crossover de Al fondo hay sitio)        |             |             |             | Invitada    |             |
| Efraín Aguilar                       | Juan Gonzales (foto) (Crossover de Al fondo hay sitio)        |             |             |             | Invitado    |             |
| David Almandoz                       | Pepe Gonzales (Crossover de Al fondo hay sitio)               |             |             |             | Invitado    |             |
| László Kovács                        | Tito Lara (Crossover de Al fondo hay sitio)                   |             |             |             | Invitado    |             |
| Gustavo Bueno                        | Gilberto Collazos (Crossover de Al fondo hay sitio)           |             |             |             | Invitado    |             |
| Magdyel Ugaz                         | Teresa Collazos (Crossover de Al fondo hay sitio)             |             |             |             | Invitada    |             |
| Carlos Solano                        | Félix Panduro (Crossover de Al fondo hay sitio)               |             |             |             | Invitado    |             |

## Temporadas
| Temporada | Temporada | Episodios | Episodios | Emisión original         | Emisión original        |
| Temporada | Temporada | Episodios | Episodios | Primera emisión          | Última emisión          |
| --------- | --------- | --------- | --------- | ------------------------ | ----------------------- |
|           | 1         | 168       | 168       | 8 de mayo de 2017        | 29 de diciembre de 2017 |
|           | 2         | 191       | 191       | 2 de abril de 2018       | 27 de diciembre de 2018 |
|           | 3         | 180       | 180       | 9 de abril de 2019       | 23 de diciembre de 2019 |
|           | 4         | 306       | 306       | 28 de septiembre de 2020 | 17 de diciembre de 2021 |

## Banda sonora
- «De vuelta al barrio» – Los Fernández y Cielo Torres
- «De toque a toque» – Rulli Rendo
- «Un amor del ayer» – Paul Martin
- «Cada mañanita» – Erick Elera
- «Tú brillas» – Luciana Blomberg y Fernando Luque / Gina Yangali
- «Te lo pido de rodillas» – Los Iracundos
- «Te amo» – Christian Domínguez y Gran Orquesta Internacional
- «Buscándote» – Koky Bonilla y Afrodisíaco
- «No puedo estar sin ti» – Los Fernández
- «Por eso canto» – Los Fernández
- «La Boutique» – Los Fernández
- «Si yo te amo» – Alexander Blas
- «Tú, solo tú» – José Bracamonte
- «Los dos» – Rommy Marcovich
- «Cuando no estás» – Alicia Robertson
- «No voy al trabajo» – Los Fernández
- «Locamente» – Rommy Marcovich
- «Negrita» – Los Fernández
- «Querido barrio» – Los Fernández
- «Míralo, gozalo» – Los Fernández
- «Dónde va» – Los Fernández
- «Te necesito» – Alexander Blas
- «Necesito tu amor» – Cielo Torres
- «Poco, poquito a poco» – Los Fernández
- «Aquella noche» – Paul Martin
- «Mira para arriba» – Katunga
- «Si me dejas ahora» – José José
- «Estoy hecho un demonio» – Safari
- «De amor ya no se muere» – Gianni Bella / Los Fernández
- «I love to love» – Tina Charles
- «De vuelta al barrio (Remix)» – Los Fernández
- «Tal como eres» – José Bracamonte
- «El deseo que pedí» – Arianna Fernández
- «Te quiero» – Alexander Blas
- «Solo lo sabe Dios» – Nano Morris
- «Te llevo en mi alma» – Los Fernández
- «Mi corazón se detiene» – Los Fernández
- «Llegaste tú» – Christian Domínguez y Gran Orquesta Internacional
- «No te perdonaré» – Micheille Soifer
- «Esta noche mío serás» – Alicia Robertson
- «Verano, sol y playa» – Los Fernández
- «Te amo» – Umberto Tozzi
- «Celoso» – Roberto Luti / Los Fernández
- «Tantos deseos de ella» – Pooh / Mario Cortijo
- «De vuelta al barrio» – Orquesta Zaperoko
- «Loca» – Tatiana Astengo
- «Bonito tumbao» – Orquesta Zaperoko
- «Amor indiferente» – Los Fernández
- «Desde que te vi» – Sandra Muente
- «Abrázame» – Iván Piana
- «Sin tu amor» – Erick Elera
- «Quiero ser» – Austin Palao
- «Cómplice de tu vida» – Aliados
- «Desde que te vi» – 3NN
- «Elsa» – Orquesta Zaperoko
- «Te regalo un corazón» – Los Fernández
- «Mi gorda bella» – Pedro Sánchez y Mario Jiménez
- «Maricucha» – Los Fernández
- «Mi dulce despertar» – Diego Bertie
- «Qué es el amor» – Rommy Marcovich
- «Historia de amor» – Paul Martin
- «Si te doy mi vida» – Erick Elera y Gina Yangali
- «No fue tan fácil» – Los Fernández
- «Quiéreme tal como soy» – Sergio Fachelli
- «Mi abuelo» – Juan Carlos Fernández / Samuel Sunderland
- «Fantasy» – Autocontrol / Arianna Fernández
- «Cuando te conocí» – Ernesto Pimentel
- «Si vinieras por mí» – Rodrigo Sánchez Patiño y Fiorella Pennano
- «Por ese hombre» – Pimpinela y Dyango
- «Ese hombre es Pepo» – César Ritter, Paul Martin y Melania Urbina
- «Al fondo hay sitio» – Tommy Portugal
- «De vuelta al barrio» – Juan Carlos Fernández, Gina Yangali y Paul Martin
- «De vuelta al barrio» – Nicole Pillman
- «Mi barrio» – Paula Arias y Son Tentación
- «Que te vaya bien» – Marcos Llunas
- «Eres tan bonita chiquilla» – Christian Domínguez
- «Pepa» – Los Fernández
- «Todo de ti» – Urban Club
- «Qué esperabas» – Percy Zevallos / Los Fernández
- «Tip top gemelas» – Los Fernández
- «Dame una oportunidad» – Los Fernández
- «Me enamoré» – Estrella Torres
- «Bésame» – Arianna Fernández
- «Olvídate de mí» – Eka Briones
- «Necesito de ti» – Nano Morris
- «Prisionero» – Aliados
- «Yo te amo» – Javier Arias
- «Cúrame» – Koky Bonilla y Afrodisíaco
- «Maldito amor» – Koky Bonilla y Afrodisíaco
- «No pare» – Sirena Ortiz y Raysa Ortiz
- «A través de la ventana» – Paul Martin
- «Mamita» – Los Fernández
- «Cuanto te quiero» – Christian Domínguez y Gran Orquesta Internacional
- «Quiero saber» – Orquesta Bembé
- «El festejo de la vida» – Koky Bonilla, Afrodisíaco, La Mosca y Los Ajenos
- «Te espero aquí» – La Freetown
- «Dame tu mano» – Pascal
- «La miss Anita» – Paul Martin
- «Es amor» – Christian Domínguez y Rommy Marcovich
- «Eres una Diosa» – Koky Bonilla y Afrodisíaco
- «Sonrisas» – Pascal
- «Si supieras» – Dady
- «Vivir sin ti» – Koky Bonilla y Afrodisíaco
- «Lo nuestro se acabó» – Rommy Marcovich
- «Como baila Pichón y su gente» – Los Fernández
- «Se acabó la mala suerte» – Briyit Palomino
- «Nada está perdido» – Koky Bonilla y Afrodisíaco
- «Junto a ti» – Alexander Blas
- «Te regalo el cielo» – Urban Club
- «Ya no te quiero» – Gina Yangali
- «Vía lactea» – Samuel Sunderland, Franco Pennano, Daniel Menacho y Gabriel Rondón
- «Te fallé» – N'Samble
- «Solo una canción más» – Los Fernández
- «La culpa es mía» – Paul Martin y Diego Bertie
- «Hombre con suerte» – Los Fernández
- «Contigo» – Dady
- «Sin palabras» – Arianna Fernández y Fabrizio Solari
- «Misteriosa» – Nano Morris
- «Celos» – Los Fernández
- «Libre» – Kathy K
- «Tik Tok DVAB» – Los Fernández
- «No podré» – Erick Elera y Cedric Vidal
- «Voces» – Adriana Campos-Salazar
- «Vete» – Milett Figueroa
- «Llévate» – Alexander Blas
- «Alguien como tú» – Urban Club
- «Chiquitita» – Erick Elera, Patrick Romantik y Hermanos Yaipén
- «Esto es amor» – Urban Club
- «Toda la noche» – Jandy Feliz
- «De noche» – Urban Club
- «Alma mía» – Gina Yangali
- «Sin control» – Urban Club
- «Dale papi» – Sergio Gjurinovic
- «Créditos Betito» – Los Fernández
- «Que difícil es amar» – Diego Bertie
- «Que difícil es amar» – Diego Bertie y Úrsula Boza
- «Mi promesa» – Franco Pennano
- «El baile del avestruz» – Erick Elera

## Producción

### Desarrollo
Después del final de Al fondo hay sitio en 2016; el productor Efraín Aguilar y el guionista Gigio Aranda comenzaron a realizar De vuelta al barrio que estaría ambientada en los años setenta. La serie fue revelada en la Preventa 2017 de América Televisión y fue catalogada rápidamente como un "reemplazo" de Al fondo hay sitio; repitiendo su esencia cómica y parte de su reparto, algo que Aguilar y Aranda confirmaron en sus entrevistas posteriores. Aranda mencionó que la serie estaría inspirada en The Wonder Years de Neal Marlens y Carol Black. "Desde que vi 'The Wonder Years' me quedé loco por hacer un programa que evocara a la nostalgia, que recordara los mejores tiempos" dijo Aranda en una entrevista.

### Casting
Para su primera temporada, la serie retoma a varios actores de la serie Al fondo hay sitio; como Mónica Sánchez y Melania Urbina quienes se eligieron como las protagonistas junto a Paul Martin. Adolfo Chuiman, Yvonne Frayssinet, Erick Elera, Ana María Jordán, Teddy Guzmán, Diego Bertie, Claudia Berninzon y Mónica Torres son otros miembros principales de Al fondo hay sitio que también formaron parte de la serie.

### Rodaje
La serie se filmó en los estudios de América Televisión en Pachacámac; siendo la primera producción de Aguilar y Aranda que no se graba en los estudio de Los Mirtos, en Lince. La construcción de sus escenarios se llevó a cabo en 2016. En una entrevista exclusiva para Cinescape; Bruno Pinasco hizo un detrás de cámaras donde se puede ver como se filmaba y como eran los escenarios de la serie. La cuarta temporada de la serie sería estrenada en abril de 2020, sin embargo, se tuvo que cancelar las grabaciones de la temporada en consecuencia a la llegada del COVID-19 a Perú. Meses después, se retomaría la producción y las grabaciones.

## Recepción

### Audiencia
La serie debutó en su estreno y lideró el índice de audiencia con 37.3 puntos, dejando atrás a la telenovela Solo una madre (21.1 puntos) y al reality Esto es guerra (19.5 puntos), haciendo que se considere que logró el éxito que hizo su antecesora Al fondo hay sitio, aunque esta logró 31 puntos de índice de audiencia en su estreno.
Después de varios retrasos, el 16 de septiembre de 2020 se terminó confirmando que la cuarta temporada de la serie se emitirá desde el 28 de septiembre de ese mismo año sustituyendo a la serie La otra orilla. Después de cuatro temporadas al aire, la serie finalizó el 17 de diciembre de 2021.

### Premios y nominaciones

#### Premios LucesdeEl Comercio
| Año  | Categoría              | Nominados           | Resultado | Ref.   |
| ---- | ---------------------- | ------------------- | --------- | ------ |
| 2017 | Mejor producción local | De vuelta al barrio | Nominada  |        |
| 2017 | Mejor actor de TV      | Paul Martin         | Nominado  |        |
| 2017 | Mejor actor de TV      | Diego Bertie        | Nominado  |        |
| 2018 | Mejor producción local | De vuelta al barrio | Nominada  |        |
| 2018 | Mejor actriz de TV     | Maricielo Effio     | Nominada  |        |
| 2018 | Mejor actor de TV      | Sebastián Rubio     | Nominado  |        |
| 2019 | Mejor producción local | De vuelta al barrio | Nominada  |        |
| 2019 | Mejor actor de TV      | Paul Martin         | Nominado  |        |
| 2019 | Mejor actriz de TV     | Tatiana Astengo     | Ganadora  |        |
| 2020 | Mejor ficción          | De vuelta al barrio | Ganadora  | [ 70 ] |
| 2020 | Mejor actor de TV      | Paul Vega           | Nominado  | [ 71 ] |
| 2020 | Mejor actor de TV      | Paul Martin         | Nominado  | [ 71 ] |
| 2020 | Mejor actor de TV      | Fernando Luque      | Nominado  | [ 71 ] |
| 2020 | Mejor actriz de TV     | Magdyel Ugaz        | Nominada  | [ 71 ] |
| 2021 | Mejor ficción          | De vuelta al barrio | Nominada  |        |
| 2021 | Mejor actriz de TV     | Mónica Sánchez      | Nominada  |        |
| 2021 | Mejor actriz de TV     | Magdyel Ugaz        | Nominada  |        |